# Allium blandum
Allium blandum är en amaryllisväxtart som beskrevs av Nathaniel Wallich. Allium blandum ingår i släktet lökar, och familjen amaryllisväxter. Inga underarter finns listade i Catalogue of Life.